# 小南海 (黔江)
小南海是位于中国重庆市黔江区小南海镇（原后坝乡）的一个地震堰塞湖，原名小瀛海，有时又称为小南海水库。距黔江县城32千米，距咸丰县城75千米。现在是国家地质公园，也是中国保存较为完整的一处古地震遗址。

## 地理
小南海集雨面积98.8平方千米，水面面积2.87平方千米，水面海拔670.50米，平均深度30米，最深48.5米，总库容7087万立方米，有效库容2930万立方米。天然坝体长1170米，坝高67.5米，溢流堰宽70米。湖中有朝阳寺岛、老鹳坪岛、牛背岛三个岛屿。

## 历史
小南海是1856年（清咸丰六年）咸丰-黔江地震后引发山崩堵塞老窖溪（阿蓬江支流）而形成的。光绪年间的《黔江县志》载：“咸丰六年五月壬子，地大震，后坝乡山崩，后坝许家弯溪口有山矗立，倏中断如截，响若雷霆，地中石亦迸出，横飞旁击，压毙居民数十家，溪口遂被堙塞。厥后盛夏雨水，溪涨不通，潴为大泽，延袤二十余里，土田庐舍尽被淹没，今设舟楫焉。朝阳寺山本一小岭，水盛时适浸寺址，四面汪洋，宛若金礁。泽名小瀛海，土人讹为小南海"。小南海是目前中国保存最完整的古地震遗址。
在辛亥革命前夕由温朝钟组织发动的“铁血联英会”武装起义会址即设于湖中朝阳寺岛。中国工农红军长征时，由贺龙、关向应率领的红三军也由此入川。
1982年黔江县将小南海指定为县级文物保护单位。当时小南海也是四川省十大渔场之一。1989年，小南海被规划为黔江县城的供水基地。20世纪90年代由于各种原因导致水位持续下降。于是考虑人工使用帷幕灌浆处理加固天然坝体以减少渗漏，重庆市地震局等单位则力主停止施工，严格保护地震遗迹。
2001年被国家地震局命名为国家级地震遗址保护区和全国防震减灾科普宣传教育基地。2002年9月被重庆市国土资源和房屋管理局批准为市级地质公园。2004年3月，黔江小南海国家地质公园被中国国土资源部列为第三批国家地质公园。2008年计划投资1492.53万元建设黔江小南海湿地公园。2009年被水利部列为国家水利风景区。2015年重庆市黔江区制订了 《重庆黔江小南海国家地质公园规划（2015—2030）》来切实保护与开发小南海。